# Capa de hielo Tumba

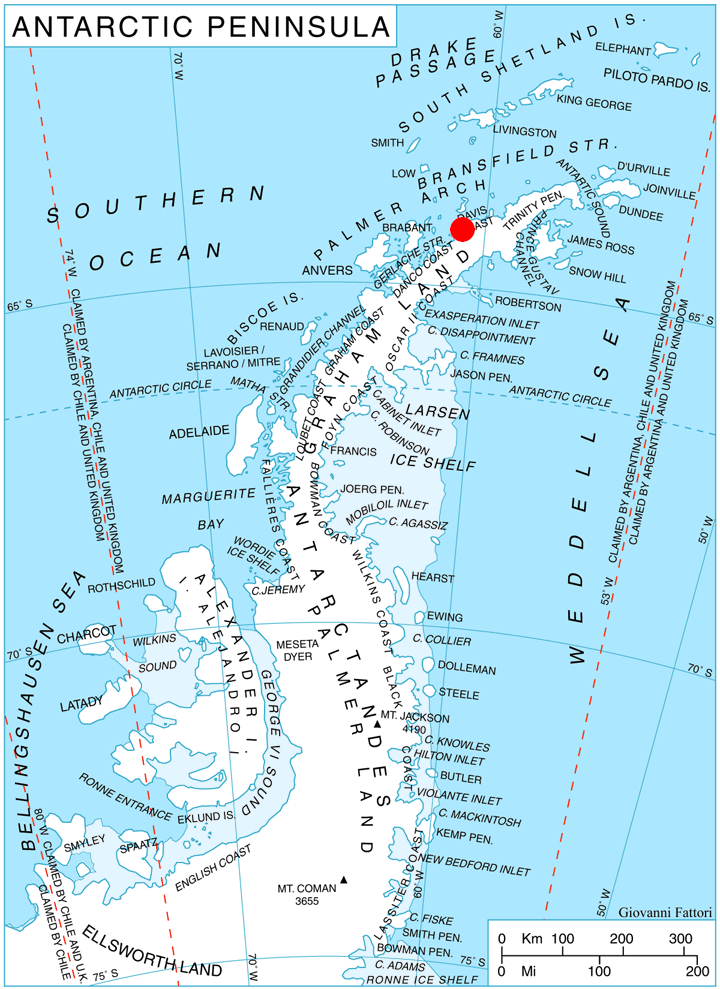
Ubicación de la península Chavdar en Tierra de Graham, Península Antártica.

La capa de hielo Tumba (en inglés: Tumba Ice Cap) es la capa de hielo que cubre la mitad occidental de la península Chavdar en el lado oeste de Tierra de Graham en la Península Antártica. Está situado al oeste del glaciar Samodiva. Se extiende 7.7 kilómetros en dirección este-oeste y 4 kilómetros en dirección norte-sur. Drena hacia el norte en la bahía Curtiss y hacia el sur en la bahía Hughes.
Este accidente geográfico lleva el nombre del pico de Tumba que se encuentra en la cordillera Belasica, al sudoeste de Bulgaria.

## Ubicación
La capa de hielo Tumba tiene su centro en las coordenadas: 64°04′50″S 60°55′00″O / -64.08056, -60.91667. Mapeo británico de 1978.

## Mapas
- Territorio Antártico Británico. Escala 1: 200000 mapa topográfico. Serie DOS 610, hoja W 64 60. Dirección de investigaciones en el extranjero, Tolworth, Reino Unido, 1978.
- Base de datos digital antártica (ADD). Escala 1: 250000 mapa topográfico de la Antártida. Comité Científico de Investigación Antártica (SCAR), 1993-2016.